# I'm a Little Teapot
"I'm a Little Teapot", også kendt som "The Teapot Song", er en amerikansk sang, hvori der gøres rede for, hvordan man varmer en tepotte op og hælder fra den, alternativt en fløjtekedel, hvorfra vandet hældes over et tebrev eller et teæg med løse teblade. Sangen blev skrevet af George Harold Sanders og Clarence Z. Kelley og udgivet i 1939.

## Baggrund
Clarence Kelley og hans hustru havde en danseskole for børn, og der underviste de børnene i "Waltz Clog", et populært og let lært stepdansebevægelsesmønster. Mønsteret viste sig dog at være for svært for de yngste elever, og for at imødegå dette problem skrev George Sanders "The Teapot Song", som krævede minimale færdigheder og inviterede til naturlige mimiske bevægelser. Både sangen og dansen, kaldet "Teapot Tip", blev meget populære i USA og flere andre lande.